# Santa Cruz Operation
Santa Cruz Operation (SCO) var ett mjukvaruföretag baserat i Santa Cruz, Kalifornien som var mest känt för att sälja tre olika Unix-varianter för Intel x86-processorer: Xenix, SCO UNIX (senare känd som SCO OpenServer) och Unixware.
SCO förvärvade två mindre företag under 1993 och utvecklade produktlinjen som fick namnet Tarantella. SCO sålde sina rättigheter till Unix år 2001 till Caldera Systems.  Efter det behöll företaget endast produktlinjen Tarantella och företaget ändrade sitt namn till Tarantella, Inc.
Caldera bytte senare namn till SCO, sedan till SCO Group (Nasdaq: SCOX), vilket har skapat viss förvirring mellan de två företagen. Företaget som beskrivs i den här artikeln är det ursprungliga Santa Cruz Operation (Nasdaq: SCO).
SCO grundades 1978 av Doug Michels och hans far Larry Michels.
SCO portade Xenix till Intel 8086-processorn år 1983 och licensierade rättigheterna från Microsoft för att kunna leverera Xenix till 8086-processorn. Xenix härrörde från de tidigare grenarna av Unix släktträd.